# Адельборг, Мария
Мария Адельборг (швед. Maria Adelborg, полное имя Maria Eleonora Amalia Adelborg; 1849—1940) — шведская художница по текстилю.
Внесла значительный вклад в шведское текстильное искусство, выполняя декоративные украшения для церковных и светских целей в средневековом и древнем скандинавском стиле.

## Биография
Родилась 6 декабря 1849 года в Карлскруне в семье военного и художника Брора Адельборга и его жены Хедвиг Катарины (Hedvig Catharina, 1820—1903); сестра Оттилии Адельборг и Гертруды Адельборг.
С 1886 по 1899 год Мария работала в Стокгольме в магазине с названием «Шведская художественная выставка» у Сельмы Гёбель, а в 1900—1907 годах работала в ассоциации Друзей рукоделия (Handarbetets vänner). В 1889 году совершила учебные поездки в Нидерланды и Францию, в 1895 году — в Англию.
В числе её выдающихся работ — ковёр в часовне Биргитты в Риме и казулы для стокгольмской церкви Sofia Church. В 1894 году за свои работы была удостоена приза Софи Адлерспарре.
В 1907 году Мария Адельборг ушла из ассоциации Друзей рукоделия и вместе со своими сестрами жила в Гагнефе, где умерла 23 апреля 1940 года.